# Procatopus
Procatopus es un género de peces actinopeterigios de agua dulce, distribuidos por ríos de África.

## Especies
Existen cuatro especies reconocidas en este género:
- Procatopus aberrans Ahl, 1927
- Procatopus nototaenia Boulenger, 1904
- Procatopus similis Ahl, 1927
- Procatopus websteri Huber, 2007